# 天華邨

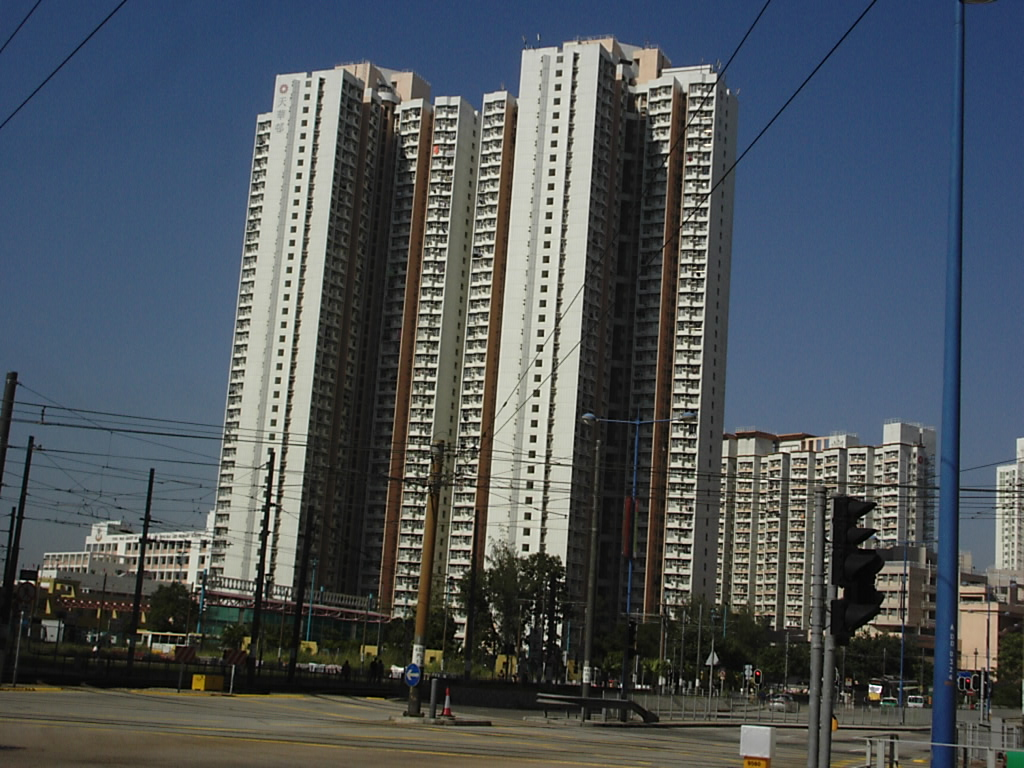
天華邨局部樓宇

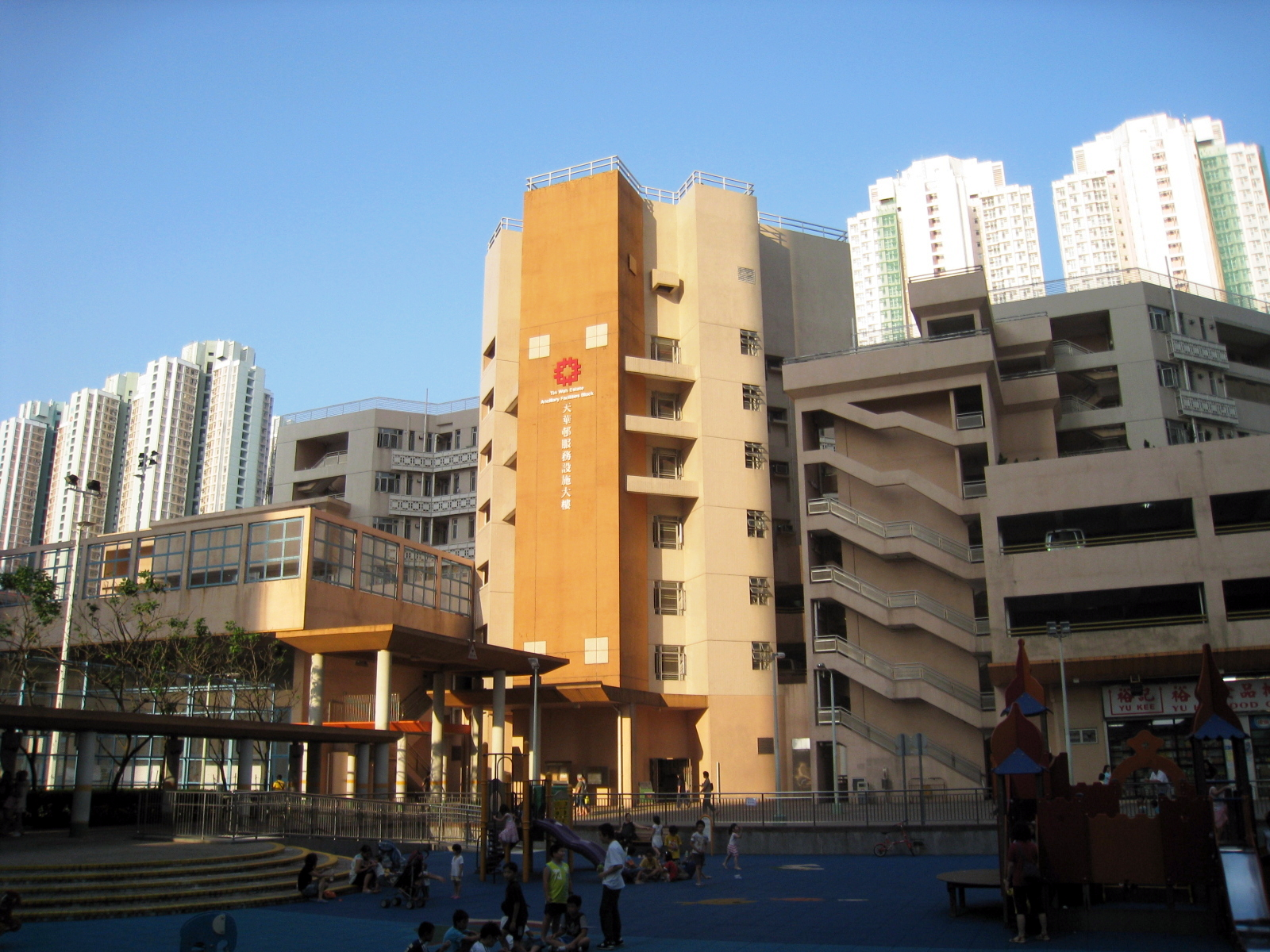
天華邨服務設施大樓

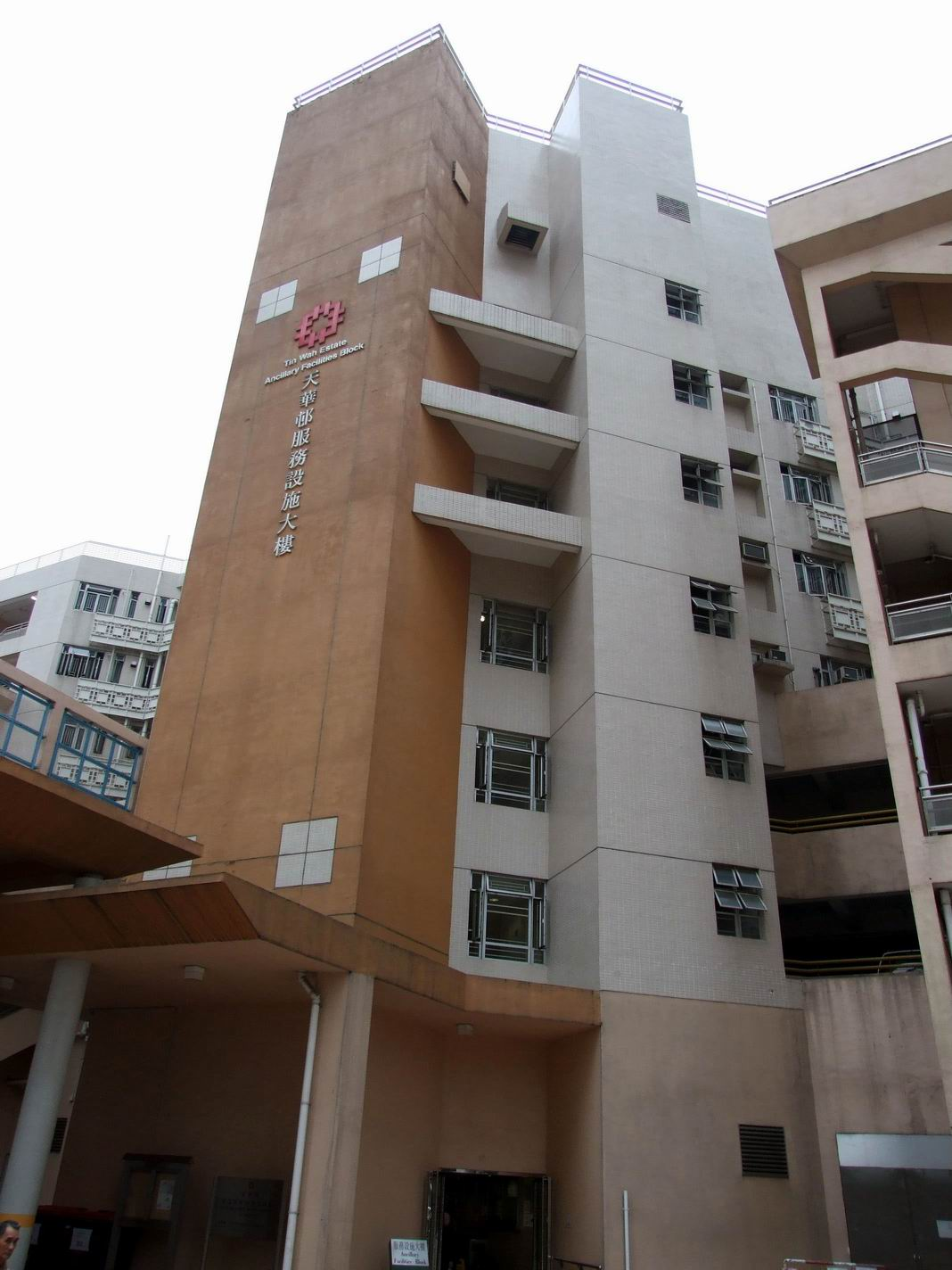
天華邨服務設施大樓近攝

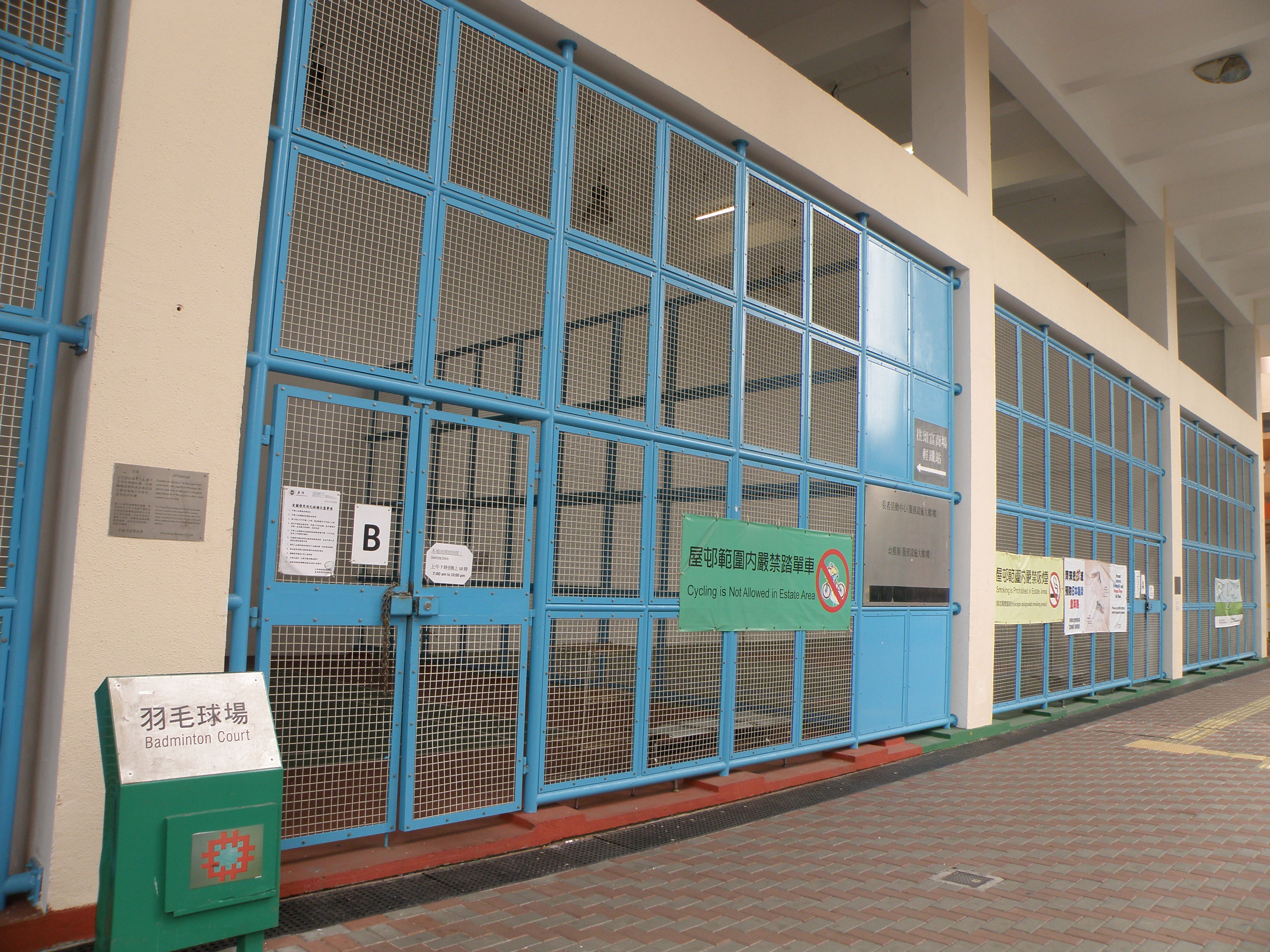
羽毛球場

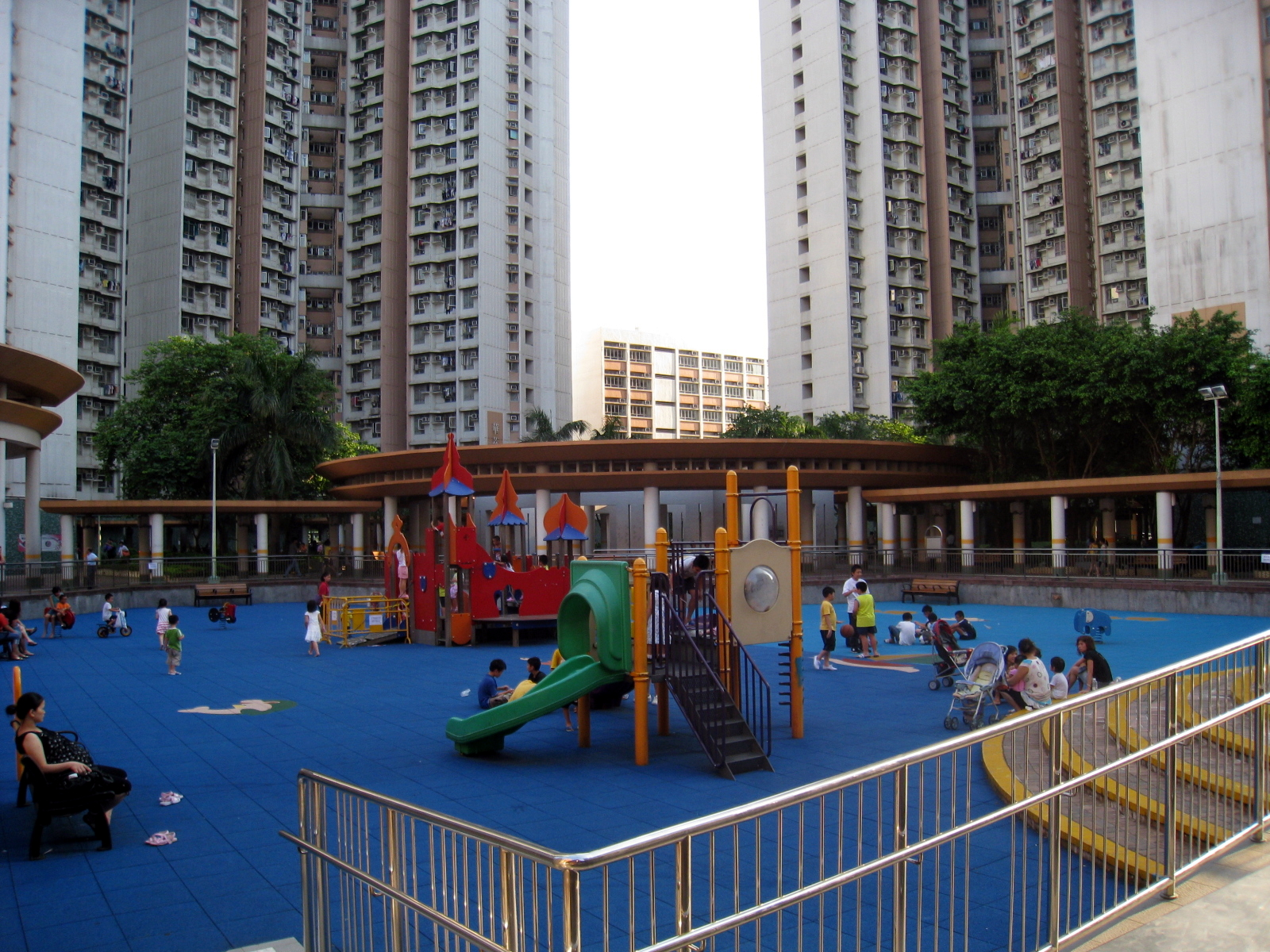
兒童遊樂場

天華邨（英語：Tin Wah Estate）是香港的一個公共屋邨，位於元朗區天水圍新市鎮中西部，是供遷置前元朗邨及朗邊臨時房屋區居民的屋邨之一。

## 簡介
天華邨位於天水圍第30區，地段在1980年代初打算規劃為一個工業區，但後來因本地工業用地需求下降而擱置。當局於1990年代初將該地連同區內其餘3幅原預留作工業同醫院的用地，改為發展公營房屋。天華邨連同第3及31區居屋地盤（分別現今的天盛苑及天頌苑）一同於1996年8月進行打樁，屋邨上蓋則由保華建業於1997年6月起興建，1999年11月落成。全邨於2000年1月入伙。
天華邨是以7.6倍發展比率規劃及興建，建築密度與區內同期施工的公共屋邨接近，以滿足1990年代長遠房屋策略中公營房屋單位供應的目標，因此邨內休憩和綠化面積較其它屋邨為小，不過曾經被區內市民批評設施太少。
2005年，房委會把邨內的停車場及商舖拆售上市。

## 屋邨資料
天華邨內擁有多項重要社區設施，包括7幢包含長者住屋、停車場、社福單位及排球場等設施的服務設施大樓；邨內休憩及康樂設施主要設於邨內地面中心位置，並以有蓋行人通道連接。
邨內設有多個露天單車泊位，提供合共545個泊位；各座樓宇地下亦分別設有社福服務單位和區議員辦事處：香港電台租用華祐樓天台設置該台第三台、第五台及普通話台的轉播站。康樂及文化事務署每逢星期六會提供流動圖書車服務。

### 樓宇
| 樓宇名稱（座號）      | 樓宇類型                                                | 落成日期   | 住宅層數              | 每層伙數                | 單位總數（伙） | 承建商   | 提供升降機服務的廠商 | 期數 |
| --------------------- | ------------------------------------------------------- | ---------- | --------------------- | ----------------------- | -------------- | -------- | -------------------- | ---- |
| 華逸樓（第1及1A座）   | 和諧一型第六款（第三代半） 連新和諧附翼大廈第三型第二款 | 1999年11月 | 40（主樓） 20（附翼） | 20（主樓） 29（連附翼） | 979            | 保華建業 | 英國通用電氣-捷運    | 1    |
| 華悅樓（第2座）       | 和諧一型第六款 （第三代半）                             | 1999年11月 | 40                    | 20                      | 799            | 保華建業 | 英國通用電氣-捷運    | 1    |
| 華萃樓（第3座）       | 和諧一型第八款 （第三代半）                             | 1999年11月 | 40                    | 18                      | 719            | 保華建業 | 英國通用電氣-捷運    | 1    |
| 華祐樓（第4座）       | 和諧一型第八款 （第三代半）                             | 1999年11月 | 40                    | 18                      | 710            | 保華建業 | 英國通用電氣-捷運    | 1    |
| 華彩樓（第5A座）        | 單向設計大廈 （和諧式設計）                             | 1999年11月 | 21                    | 8                       | 168            | 保華建業 | 奧的斯               | 2    |
| 華朗樓（第5B座）      | 單向設計大廈 （和諧式設計）                             | 1999年11月 | 21                    | 8                       | 168            | 保華建業 | 奧的斯               | 2    |
| 服務設施大樓（第6座） | 長者住屋第二型 （設在大樓內）                           | 1999年11月 | 6（4-6樓）            | 67                      | 200            | 保華建業 | 奧的斯               | 2    |

### 康樂設施
- 兒童遊樂場
- 羽毛球場
- 籃球場
- 長者健身園地
- 乒乓球桌
- 排球場

### 社會服務機構
- 博愛醫院元朗東莞同鄉會綜合中醫專科診所
- 香港善導會朗日居
- 新界社團聯會社會服務基金有限公司天水圍綜合服務中心
- 循道衛理楊震社會服務處天水圍社會服務中心
- 社會福利署保護家庭及兒童服務課（元朗）
- 博愛醫院陳平紀念長者鄰舍中心
- 教會介紹/分堂聚會時間/ 屯門浸信教會華恩福音堂
- 黃頴灝區議會議員辦事處
- 黃煒鈴區議會議員辦事處
- 何君堯及鄧鎔耀聯合議員辦事處

### 教育機構

#### 幼稚園
- 世德幼稚園
- 浸信會華恩幼稚園

#### 小學
- 東華三院李東海小學

#### 特殊學校
- 明愛樂勤學校

## 鄰近屋苑

### 公共屋邨
- 天恩邨
- 天瑞邨

### 居屋屋苑
- 天頌苑
- 天富苑

## 區議會議席分布
| 年度/範圍                            | 2000-2003  | 2004-2007 | 2008-2011 | 2012-2015 | 2016-2019 | 2020-2023 |
| ------------------------------------ | ---------- | --------- | --------- | --------- | --------- | --------- |
| 華逸樓、華彩樓、華朗樓及服務設施大樓 | 嘉湖南選區 | 頌華選區  | 頌華選區  | 頌華選區  | 頌華選區  | 頌華選區  |
| 華悅樓                               | 嘉湖南選區 | 瑞華選區  | 瑞華選區  | 瑞華選區  | 頌華選區  | 頌華選區  |
| 華萃樓及華祐樓                       | 嘉湖南選區 | 瑞華選區  | 瑞華選區  | 瑞華選區  | 瑞華選區  | 瑞華選區  |

## 事件
- 2006年7月4日，華祐樓11樓一單位，三名年齡界乎31至39歲的金蘭姊妹，集體仰藥、割脈和燒炭自殺身亡。[10][11]
- 2020年1月1日，一名滿身酒氣的中年男子，在邨內通往天恩商場的行人天橋旁不斷出言挑釁參與除夕夜之路人鏈活動的居民，雙方先發生口角，繼而爆發扭打。[12]

## 外部連結
- 房屋署天華邨資料
- 博愛醫院陳平紀念長者鄰舍中心
- 天華邨服務設施大樓（堅毅忍者．障殘人士國際互助協會）（页面存档备份，存于）
- 天華停車場（堅毅忍者．障殘人士國際互助協會）（页面存档备份，存于）
- 天華邨（堅毅忍者．障殘人士國際互助協會）（页面存档备份，存于）